# Кан Ханыль
Ким Ханыль (кор. 김하늘, Gim Haneul, Kim Hanŭl; род. 21 февраля 1990, Пусан, Республика Корея), наиболее известный под сценическим именем Кан Ханыль (кор. 강하늘, Gang Haneul, Kang Hanŭl) — южнокорейский актёр. Известен по ролям в телесериалах: «Наследники» (2013), «Неудавшаяся жизнь» (2014), «Лунные влюблённые — Алые сердца: Корё» (2016), «Когда цветёт камелия» (2019) «Игра в кальмара» (2024—2025). Известный как плодовитый «актёр-чунгумуро», он также снялся в фильмах: «Двадцать» (2015) , «Донджу: Портрет поэта» (2016), «Ночь воспоминаний» — (2017). «Апелляция» (2023), «Юные копы» (2023) и «30 дней» (2023). 
В 2020 году Кан получил премию «Пэксан» в категории «Лучшая мужская роль на телевидении» и занял 23-е место в ежегодном списке знаменитостей Forbes Korea Power. В 2019 году Кан также занял 2-е место в рейтинге «Телевизионный актёр года» по версии Gallup Korea.
Номинант престижных премий Южной Кореи: «Голубой дракон» и «Большой колокол».

## Ранняя жизнь и образования
Ким Ханыль родился в Пусане и был старшим из двух братьев в семье бывших театральных актёров. Его отец окончил театральный факультет Сеульского института искусств, а мать — факультет театра и кино в Университете Кёнсон. Его мать работала моделью. Ким вырос в Дэён-доне, Пусан, и открыл в себе страсть к сцене в средней школе, когда начал заниматься театром для развлечения.
Возможно, из-за влияния моих родителей театр не был для меня чем-то далёким с юных лет. Затем, во время летних каникул на втором году обучения в средней школе, я наткнулся на объявление о наборе в церковный театр и заинтересовался театром. Я не был религиозным, но хотел попробовать себя в театре. Он участвовал в постановке «Чаша удона» в качестве реквизитора и не может забыть ощущение от выхода на поклон. Я до сих пор не знаю, что я чувствовал, но я помню, что плакал. Я думаю, что это было сложное чувство, включавшее в себя грусть, разочарование и облегчение.
В 2005 году Ким вместе с отцом появился в программе KBS1 «Утренний сад» и выиграл три конкурса семейного пения подряд. Ведущая Ли Гым Хи тогда прокомментировала: «Это навсегда останется в моей памяти».
Ким подрабатывал с младших классов. Он поступил в обычную старшую школу с актёрским кружком. Когда он выразил желание стать актёром, его родители, которые тоже были театральными актёрами, полностью его поддержали. Чтобы развивать своё увлечение, он перевёлся в Национальную среднюю школу традиционных искусств, где изучал музыку и театр. Он приехал из Пусана один и должен был сам оплачивать своё обучение, поэтому не мог отвлекаться от работы. В результате он стал проницательным в юном возрасте.

## Карьера

### 2006–2010: Ранняя карьера под своим именем
Ким Ханыль начал свою карьеру как актёр музыкального театра. Он дебютировал в мюзикле «Небесный дозор» в 2006 году в возрасте шестнадцати лет, когда учился в первом классе старшей школы. Получив главную роль в своём первом мюзикле, он начал бояться сцены. Даже от самого простого объявления он начинал дрожать. Его учитель заметил это и сказал: «На сцене негде спрятаться. Ты либо побеждаешь и берёшь всё под контроль, либо проигрываешь и сдаёшься». Этот совет побудил Кима заново освоить базовые навыки, такие как ходьба, поднятие руки и речь. Он начал избавляться от накопившихся в нем страхов и неуверенности.

В 2007 году, в возрасте семнадцати лет, Ким получил главную роль в воскресной дораме канала KBS «Моя мама! Супер-мама!». Его первая сцена была связана с игрой в бейсбол, видом спорта, которым он никогда раньше не занимался. Чтобы подготовиться, он провел неделю, тренируясь на бейсбольном поле. В день съёмок он поразил всех своими навыками игры в бейсбол и заслужил похвалу от режиссёра. Он сыграл Чхве Хуна, популярного старшеклассника, известного своими успехами в учёбе и привлекательной внешностью, обойдя 800 других кандидатов на эту роль. Однако, несмотря на то, что он справился с испытанием, у него было много опасений по этому поводу.
«Это был переходный период для меня. Я не чувствовал себя готовым к актёрской игре, и мне не нравилось, что из-за дорамы я оказался в центре внимания. Я действительно хотел больше узнать, занимаясь театром. Поэтому, даже когда я проходил прослушивание для «Моя мама! Супер-мама!», я продолжал хотеть заниматься театром. В конце концов, после прослушивания я позвонил режиссёру и вежливо спросил, могут ли они позволить мне отказаться, потому что я не хотел этим заниматься».
Несмотря на кажущееся высокомерие новичка, режиссёру удалось убедить Кима согласиться на эту роль. В конце концов Ким понял, что проблема была не в жанре, а в нём самом. Он почувствовал ответственность перед теми, кто его поддерживал, и решил согласиться на эту роль. Он решил выйти за пределы своих возможностей и улучшить свои навыки. Однако после завершения съёмок драмы он обнаружил, что его тянет обратно к театру. После завершения съёмок драмы он вернулся к мюзиклу «Лови момент». Он успешно прошёл прослушивание и получил роль Ли Иля.
В том же году Ким стал частью актёрского состава ежедневной сельской дорамы KBS «Родной город за холмом», сыграв роль Ким Джон Хи, младшего сына главы семьи. В 2010 году Ким поступил на 50-й курс театрального факультета Университета Чунан. В результате его персонаж в дораме был выведен из сюжетной линии, так как он продолжил обучение в Сеуле.
В 2009 году Ким, который был дублёром в мюзикле «Взволнуй меня», получил возможность сыграть роль Ричарда (он) 10 и 17 апреля. Он также прошёл прослушивание в рок-мюзикле «Пробуждение весны». С 30 июня 2009 года по 10 января 2010 года Ким играл роль Эрнста в рок-мюзикле «Пробуждение весны» вместе с Чо Джон Соком и Ким Му Ёлем (вдвоём в роли Морица), а также с Джу Воном (в роли Мельхиора). Несмотря на то, что другие актёры болели или пропускали выступления, Ким неизменно присутствовал на каждом шоу. В середине сезона состав актёров изменился, но он оставался преданным своему делу и отыграл в общей сложности 266 выступлений. Для него это был сложный, но полезный опыт.
Хван Чон Мин посмотрел его выступление в мюзикле «Взволнуй меня». Сразу после мюзикла «Весеннее пробуждение» он взял Ким Ханыля в качестве первого актёра в «Sam Company» — агентство по поиску талантов, основанное в 2010 году Хваном Чон Мином и его женой.
В следующем году Ким снова сыграл в «Взволнуй меня», на этот раз роль Натана, после того как в 2009 году он сыграл Ричарда. Чжи Чан Ук сыграл роль Ричарда в постановке 2009 года. Ким, по мнению критиков, доминировал на сцене благодаря своей стабильной эмоциональной игре, дыханию и вокалу.

Также в 2010 году Ким прошёл прослушивание для фильма Ли Чжун Ика «Старая крепость Пхеньян». Фильм является продолжением успешного фильма Ли Чжун Ика «Однажды на поле боя». В фильме рассказывается о том, как союзные войска Силлы и империи Тан нападают на крепость Пхеньян в Когурё. Он играет Намсана, младшего сына Ён Гэсомуна из Когурё, оказавшегося между двумя братьями, которые по-разному смотрят на переговоры и войну.
 «Я до сих пор благодарен режиссёру Ли Чжун Ику за то, что он сделал мою первую съёмочную площадку такой красивой. Однажды после съёмок мы вместе выпивали, и он вдруг предложил мне и [Ли] Гван Су подружиться. Я сказал: «Режиссёр, как мы можем с вами дружить?» Он ответил: «Почему? Иностранцы дружат со всеми, даже со своими бабушками и дедушками и детьми, так почему мы не можем быть друзьями?» Благодаря этой связи, даже после того, как  съёмки фильма «Старая крепость Пхеньян» были закончены, я приходил в кабинет режиссёра, чтобы пообщаться и выпить с ним. Это было так приятно».
В ноябре 2010 года Ким Ханыль сменил фамилию на сценическое имя Кан Ханыль, чтобы избежать путаницы с актрисой Ким Ханыль. Он получил роль второго плана в фильме актрисы Ким Ханыль «Ты — мой питомец» после прослушивания. Он сыграл роль музыкального актёра Ян Ён Су, друга главного героя Ин Хо (которого играет Чан Гын Сок), который помогает Ин Хо в любовных делах.

### 2011—2014: Начало карьеры под сценическим именем и прорывные роли на ТВ
2011 год ознаменовал его новое начало под сценическим псевдонимом — Кан Ханыль. Его дебютный фильм «Старая крепость Пхеньян» вышел в январе того же года.
В сентябре 2011 года Кан сыграл роль евнуха Гу-дона в мюзикле «Принц-головоломка». Эта работа стала популярной, потому что её исполняли в зале Сонджонджон во дворце Кёнхигун, а не в концертном зале. Пьеса была написана драматургом Хан Арёмом и поставлена режиссёром Со Джэхёном из театральной труппы «Джукдок Далинда», что в переводе с корейского означает «бежать до смерти». Кан сказал: «Я выбрал эту работу, потому что хотел усердно трудиться до самой смерти». Когда ему предложили роль в «Принце-загадке», он сначала подумал, что это роль наследного принца. В этой пьесе наследный принц — персонаж, который, как следует из названия, исчезает и не появляется. Кан считает, что роль Принца-головоломки была физически сложной. Постановщик, заметив его усталость, посоветовал ему: «Если ты устал, иди домой и почитай отзывы зрителей». Указывалось, что мюзикл получил положительные отзывы. Режиссёр Ли Чжун Ик посетил представление и похвалил Кана, сказав: «Ты действительно хорош, как и ожидалось».
В 2012 году Кан получил роль в оригинальной постановке «Чёрная Мэри Поппинс» — мюзикле, вдохновлённом серией книг о Мэри Поппинс Памелы Линдон Трэверс. Шоу, спродюсированное Ким Су Ро, было написано, срежиссировано и спродюсировано Со Юн Ми, начинающим драматургом из Тэханно. В мюзикле-триллере рассказывается о пожаре в немецком особняке в 1930-х годах, в центре сюжета — четверо братьев и сестёр, которые присутствовали при этом событии. В этом фильме Кан воссоединился со своим бывшим коллегой по спектаклю «Взволнуй меня». Кан, сыгравший двойную роль вместе с Чон Сон У, исполнил роль Германа, второго сына и художника, у которого есть важная улика. Чон Сан Юн и Чан Хён Дук сыграли двойную роль Ганса. Среди других актёров были Чан Сын Джо, Юн На Му и Лим Кан Хи, сыгравшие других братьев и сестёр.
В ноябре 2012 года Кан работал с Хван Чон Мином в третьей корейской постановке мюзикла Стивена Сондхайма «Ассасины». Участие в шоу Сондхайма стало мечтой для Кана, который считал эту музыку сложной, но приносящей удовлетворение. Сложные мелодии и необычные ритмы требовали от него многократного прослушивания песен, чтобы освоить их. Несмотря на трудности, Кан гордился тем, что на сцене превратился из Балладера в Освальда — эта роль принесла ему чувство удовлетворения, которого он не испытывал в других шоу. Спектакль открылся в Ёнканг-холле Центра искусств Досан в центре Сеула и шёл до 3 февраля 2013 года.
Позже Кан вернулся на малый экран, сыграв главную роль в телесериале «Для тебя во всём цвету» 2012 года, где он появился в роли Мин Хён Чжэ, прыгуна в высоту, который соперничал с главным героем.
В 2013 году Кан был выбран на главную роль Чон Сон У в музыкальной дораме «Монстр» на кабельном канале Mnet, режиссёром которой был Ким Вон Сок. В этой роли ему пришлось играть на виолончели, бас-гитаре и контрабасе — инструментах, на которых он никогда раньше не играл. Он посвятил себя освоению этих инструментов, жертвуя отдыхом и ложась спать всего на час или 30 минут. Несмотря на трудности, он был благодарен режиссёру за веру в него и похвалу за его усилия.
После завершения съёмок в «Монстре» Кан снялся в эпизодической роли Ким Сон Джуна, сына-аутиста Джо Со Хи (которую сыграла Ким Хе Ок), в дораме MBC «Две недели». После этого Кан сыграл Ли Джун Кёна, незаконнорождённого сына янбана более низкого статуса, во второй части одноактной дорамы MBC «Беспорядки», которая вышла в эфир 3 октября. В своём стремлении раскрыть несправедливые обстоятельства, связанные с внезапной смертью женщины, он изобразил страдания, вызванные кастовой системой в династии Чосон. Роль Джун Кёна в исполнении Кана продемонстрировала его талант благодаря тонкому выражению лица и эмоциональной глубине, эффективно передав внутренний конфликт и горе персонажа.
В июле 2013 года Кан получил роль в драме Ким Ын Сук «Наследники». Он сыграл второстепенную роль вместе с Ли Мин Хо, Пак Синхе, Кристал Чон, Ким У Бином, Ким Дживон и Пак Хён Шиком. Кан изобразил харизматичного цундере Ли Хё Шина, сына генерального прокурора, президента студенческого совета и клуба телерадиовещания в Имперской средней школе. Кан впервые поцеловал девушку на экране во время съёмок сцены с Ли Хё Шином и Рэйчел. Сериал «Наследники» стал невероятно популярным, достигнув пикового рейтинга 28,6% на местном уровне и набрав более миллиарда просмотров на китайском стриминговом сайте IQIYI. Кан получил широкое признание за свою роль в этом сериале.
В 2014 году Кан вернулся с сериалом «Глаза ангела» состоящего из 20 эпизодов, в котором он сыграл подростка Пак Дон Джу, а Ли Сан Юн сыграл его взрослую версию. Сериал транслировался на канале SBS с 5 апреля по 15 июня 2014 года по субботам и воскресеньям. Кан получил премию «Новая звезда» на церемонии SBS Drama Awards в 2014 году за роль Пак Дон Джу. Вскоре после этого, 3 июля 2014 года, в кинотеатрах вышел фильм О Ин Чхуна «Могила девушки». Фильм сочетает в себе жанры ужаса, романтики, драму и комедию в обстановке сельской школы. Кан сыграл свою первую главную роль Ин Су, одинокого человека, способного видеть призраков, вместе со своей подругой по колледжу, которую сыграла Ким Со Ын.
Кан снова работал вместе с режиссёром Ким Вон Соком в его сериале «Неудавшаяся жизнь» в роли Чан Пэк Ги, который присоединяется к «Стальной команде» в качестве постоянного сотрудника «One International». Его популярность возросла благодаря успеху сериала, что привело к тому, что в 2015 году он получил награду за популярность на церемонии Cable TV Broadcasting Awards.

### 2015—2018: Театральный дебют, прорывные роли в кино и признание критиков
В 2015 году Кан получил огромную честь дебютировать в пьесе для двух актёров вместе с уважаемой актрисой старшего поколения Пак Чон Джа. Пьеса под названием «Гарольд и Мод» рассказывала о дружбе и любви между Гарольдом, 19-летним юношей, подумывающим о самоубийстве, и Мод, 80-летней женщиной, которая принимает свою смерть с достоинством. Пьеса была адаптирована по роману Колина Хиггинса и ранее ставилась в Корее под названием «19 и 80» начиная с 2003 года. На протяжении многих лет Пак Чон Джа неизменно играла роль Мод, а роль Гарольда в каждой постановке исполняли разные актёры. Шестая постановка прошла в театре Делорум Национального театра в Сеуле с 9 января по 28 февраля. На пресс-конференции Кан с юмором заметил: «Может, я и одноразовый, но я постараюсь быть незабываемым одноразовым Гарольдом». Он сказал: «Я наткнулся на эту работу и на преподавателя Пак Чон Джа, когда мне нужно было больше учиться и я хотел заполнить пустоту в душе». Он продолжил: «Когда я услышал, что будет выступать преподаватель Пак Чон Джа, я, естественно, решил тоже выступить». Когда мы вместе читали сценарий, мне казалось, что эти действительно хорошие реплики произносит для меня учительница Пак Чон Джа, поэтому я чувствовал себя очень комфортно, когда играл».
В том же году один за другим вышли три фильма Кана. 5 февраля 2015 года в кинотеатрах вышел музыкальный фильм «Лучше не бывает». Действие фильма происходит в музыкальном центре «C'est Si Bon», где начинали свою карьеру такие известные артисты, как Чо Ён Нам, Юн Хён Джу, Сон Чан Сик и Ли Чан Хи, которые положили начало тренду народной музыки в Корее. Кан сыграл роль Юн Хён Джу, участника группы Twinfolio. Под влиянием своего отца и раннего знакомства с музыкой Юн Хён Джу, Кан продемонстрировал свой певческий талант, овладев чистым, мелодичным голосом и точной дикцией Юн Хён Джу.
5 марта 2015 года в кинотеатрах вышел исторический фильм Ан Сан Хуна «Эпоха невинности». В фильме Кан сыграл Джина, зятя короля, которому запрещено заниматься политикой и который наслаждается развлечениями. Это был его первый раз, когда он снимался в напряжённой и жёстокой постельной сцене, что было непростым опытом. Несмотря на то, что актриса заверила его, что это всего лишь игра, после съёмок он чувствовал себя виноватым и раскаивался.
Вскоре после этого, 25 марта 2015 года, в кинотеатрах вышел фильм Ли Бён Хона «Двадцать» о взрослении. В фильме Кан сыграл Кён Чжэ, занудного студента университета, мечтающего о работе в корпорации. За свою роль в фильме он был номинирован на три самые престижные премии Кореи: «Пэксан», «Голубой дракон» и «Большой колокол» в 2015 году в категории «Лучший новый актёр». Затем он получил награду «Лучший новый актёр» на премии «Golden Cinematography Awards» в 2015 году, на премии Гильдии киноактёров Кореи, на Корейском международном фестивале молодёжного кино и на премии «Чунса» в 2016 году.
Из-за того, что он должен был присутствовать на церемонии вручения кинопремии «Голубой дракон», Кан изначально думал, что не сможет присоединиться к тревел-шоу «Юность краше цветов. Исландия». Однако команда удивила его и забрала сразу после церемонии награждения, чтобы он присоединился к другим актёрам 26 ноября 2015 года. Изначально в «Юности краше цветом» в Исландии должны были сниматься три актёра: Чон Сан Хун, Чон У и Чо Джон Сок. 25 ноября 2015 года квартет отправился в Исландию, чтобы увидеть северное сияние, и вернулся 4 декабря 2015 года.
В 2016 году Кан снялся в чёрно-белом биографическом фильме «Донджу: Портрет поэта», где сыграл главную роль поэта Юна Донджу. За роль Юна Донджу он был номинирован на премию «Лучший актёр» на 25-й церемонии Buil Film Awards и 4-й церемонии Wildflower Film Awards. Он также снялся в романтической комедии «Лайкни меня», сыграв молодого автора песен с нарушениями слуха. В том же году он снялся в исторической дораме «Лунные влюблённые — Алые сердца: Корё» в роли восьмого принца Ван Ука, за что получил награду в категории «Лучшая мужская роль» на церемонии SBS Drama Awards в 2016 году.
В 2017 году Кан снялся в фильме «Апелляция» в роли молодого человека, который провёл десять лет в тюрьме после жестокого расследования преступления, которого он не совершал. Затем он снялся вместе с Пак Соджуном в комедийном боевике «Юные копы», сыграв студента-ботаника Корейского национального полицейского университета. Фильм имел успех и стал четвертым самым кассовым южнокорейским фильмом в 2017 году. В том же году он также появился в мистическом триллере «Ночь воспоминаний» вместе с Ким Му Ёлем.
Во время обязательной военной службы в сентябре 2018 года Кан снялся вместе с коллегой-актёром Чжи Чан Уком и K-Pop айдолом Ким Сон Гю из южнокорейского бойз-бенда Infinite в военном мюзикле «Военная академия Шинхын». Мюзикл считается одной из крупнейших постановок армии Республики Корея, совокупная аудитория составила 110 000 зрителей. Роль Пальдо принесла Кану номинацию на премию Yegreen Musical Awards в категории «Лучшая мужская роль».

### 2019 — наст. время: Карьера после призыва в армию и недавние проекты
В 2019 году Кан вернулся в индустрию развлечений, снявшись в сериале KBS2 «Когда цветёт камелия» вместе с Кон Хё Джин. Сериал получил высокие рейтинги и стал самым популярным мини-сериалом 2019 года и был отмечен многочисленными наградами и положительными отзывами критиков, в том числе премией «Пэксан» за лучшую мужскую роль на телевидении для Кана.
В ноябре 2019 года срок действия контракта Кана с «SEM Company», его агентством с 2010 года, истёк, и он присоединился к своему бывшему менеджеру в недавно созданном агентстве «TH Company». В январе 2020 года он вернулся в театр в постановке Ким Дон Ёна «Фантастическая сказка», которая ознаменовала его возвращение после «Гарольда и Мод» в 2015 году.
В 2020 году Кан присоединился ко второму сезону тревел-шоу «Путешественник» вместе с Ан Джэ Хоном и Он Сону. С 30 ноября по 12 декабря 2019 года трио отправилось в двухнедельное путешествие по Аргентине, погрузившись в потрясающие пейзажи и яркую культуру страны. Они посетили такие знаковые места, как водопад Игуасу, ледник Перито-Морено и Патагонию.
В 2021 году Кан вернулся на большой экран в фильме «История о тебе и о дожде», сыграв роль Ён Хо, человека, который живёт бесцельно, обмениваясь письмами со своей возлюбленной. В том же году он получил роль в детективном триллере «Стриминг», в котором персонаж Кана ведёт популярный канал на YouTube, посвящённый криминальному профилированию. Сюжет рассказывает о том, как он ведёт прямую трансляцию, расследуя убийство.
В 2022 году Кан снялся в приключенческом фильме «Пираты: Последнее королевское сокровище», продолжении блокбастера «Пираты». Позже в том же году он снялся в сериале JTBC «Инсайдер» в роли стажёра-судьи, который работает под прикрытием в тюрьме, чтобы поймать главаря банды. Позже в том же году он снялся в дораме «Выход на бис», которая принесла ему награду за лучшую мужскую роль на церемонии KBS Drama Awards 2022.
24 июня 2023 года стало известно, что Кан присоединится ко второму сезону «Игры в кальмара» в роли Кан Дэ Хо (игрока № 388). Также подтверждено, что Кан сыграет главную роль в фильме «Оппозиция», который выйдет в 2024 году.
3 октября 2023 года в Южной Корее в кинотеатрах вышел романтический комедийный фильм «30 дней» режиссёра Нам Дэ Чжуна. В главных ролях Ханыль и Чон Сомин. Фильм рассказывает историю пары, которая после несчастного случая теряет память, всего за 30 дней до запланированного развода.
22 апреля 2024 года было объявлено, что Кан сыграет У Сона, успешного покупателя жилья, который страдает от непонятных звуков, доносящихся с верхних этажей, в триллере Netflix «Стена к стене» режиссёра Ким Тэ Джуна. Премьера фильма была назначена на 2025 год.
17 октября 2024 года стало известно, что Кан сыграет главную роль в романтической драме «Твой вкус» в роли Хан Бом У, преемника крупной пищевой компании, которая не интересуется «вкусом». Премьера фильма запланирована на первую половину 2025 года.

## Продвижение
В 2012 году роль Кана в дораме «Для тебя во всём цвету» открыла перед ним возможности в качестве рекламной модели. В сентябре он снялся вместе с Хан Га Ён в рекламе Mercilon, а в октябре — с Ча Су Ён в рекламе Amos Professional. Успех дорамы «Монстр» принёс ему больше предложений о рекламе, в том числе рекламу «Love Taste» с Ха Ён Су для датского питьевого йогурта.
В 2014 году популярность Кана резко возросла благодаря успеху «Наследников», что привело к многочисленным предложениям о сотрудничестве. Он снялся в рекламе приложения для доставки Yogiyo вместе с Пак Син Хе, Nongshim Ramen вместе с Хери, Buckaroo Jeans вместе с Сольхён и шампуня Daeng Gi Meori. В 2015 году Кан и Кан Со Ра воссоединились в качестве эксклюзивных моделей спортивного бренда после успеха «Неудавшейся жизни». Он также снялся в рекламе Nongshim Ramen и вместе с Со Чан Хуном снялся в рекламе KT Sky Life. Он также стал моделью для бренда одежды GSGM Chase Cult.
В 2016 году популярность Кана как модели для рекламы потребительских товаров и услуг значительно выросла после успеха фильмов «Донджу: Портрет поэта» и «Двадцать». Компания GM Korea выбрала Кана в качестве новой рекламной модели для Chevrolet Trax. Кан также был выбран в качестве эксклюзивной модели для Caffe Bene. Он сотрудничал с Ким У Бином и Ли Джун Хо для портала по поиску работы Smuseul's Part-time Paradise. С 2016 по 2017 год он рекламировал продукцию LG Vonin и ланч-боксы с Wi-Fi. В 2017 году он расширил своё портфолио, включив в него рекламу сайта по бронированию авиабилетов Kayak, мужских костюмов Parkland и сервиса по аренде автомобилей Socar. Затем он взял перерыв во время службы в армии в 2017 году.
После успешной роли в дораме «Когда цветёт камелия» в 2019 году Кан снова стал популярным актёром для рекламных роликов. В 2019 году он сотрудничал с Чон Ёбин для краудфандинговой платформы Wadiz и снялся в рекламе риса быстрого приготовления CJ CheilJedang вместе с актером-подростком Ким Джуном. В 2020 году Кан был назначен послом бренда Black Yak для уличной одежды. С 2020 по 2023 год были заключены контракты с пробиотическими добавками Duolac и Hyundai Rental Care. В 2021 году Кан стал лицом компании Corel, производящей кухонную технику. В 2021 году Кан стал лицом бренда кухонной техники Corel и финансовых услуг NH Nonghyup Bank в партнёрстве с Хан Со Хи. Он также рекламировал экологичный и веганский бренд косметики Aromatica, а также бренды мебели для дома и интерьера Bomsowa. В 2022 году он снялся для рекламной кампании франшизы Noodle Tree.

## Личная жизнь
Кан Ханыль начал свою обязательную военную службу 11 сентября 2017 года в учебном центре Нонсан. Церемония окончания службы состоялась 24 октября, на ней Кан был отмечен за образцовую службу во время базовой подготовки. 22 февраля 2019 года Кан был назначен почётным послом Управления военной кадровой службы (MMA). Церемония состоялась в зале ВВС в Ёнджунпо, Сеул. В качестве почётного посла Кан участвовал в мероприятиях, организованных MMA, до декабря 2019 года. Кан был уволен 23 мая 2019 года.

## Фильмография

### Кино
| Год  | Название                                | Роль                   | Примечания            | Ист.          |
| ---- | --------------------------------------- | ---------------------- | --------------------- | ------------- |
| 2011 | Старая крепость Пхеньян                 | Нам Сан                |                       | [ 129 ]       |
| 2011 | Ты — мой питомец                        | Ян Ён Су               |                       | [ 130 ]       |
| 2014 | Могила девушки                          | Ин Су                  |                       | [ 131 ]       |
| 2015 | Лучше не бывает                         | Юн Хён Джу в молодости |                       | [ 132 ]       |
| 2015 | Двадцать                                | Кён Джэ                |                       | [ 133 ]       |
| 2015 | Эпоха невинности                        | Ким Джин               |                       | [ 134 ]       |
| 2016 | Донджу: Портрет поэта                   | Юн Донджу              |                       | [ 135 ]       |
| 2016 | Лайкни меня                             | Ли Су Хо               |                       | [ 136 ]       |
| 2017 | Юные копы                               | Кан Хи Ёль             |                       | [ 137 ]       |
| 2017 | Апелляция                               | Джо Хён У              |                       | [ 138 ]       |
| 2017 | Ночь воспоминаний                       | Джин Сок               |                       | [ 139 ]       |
| 2018 | Хын Бу                                  | Кан Хи Ёль             | Специальное появление | [ 140 ]       |
| 2018 | Свидание с весной                       | Ли Гви Дон             | Специальное появление | [ 141 ]       |
| 2021 | История о тебе и о дожде                | Пак Ён Хо              |                       | [ 142 ]       |
| 2021 | Счастливого нового года                 | Джэ Ён                 |                       | [ 143 ]       |
| 2022 | Пираты: Последнее королевское сокровище | Ву Му Чи               |                       | [ 144 ]       |
| 2023 | Мечта                                   | Сон Чан                | Специальное появление | [ 145 ]       |
| 2023 | 30 дней                                 | Но Чон Ёль             |                       | [ 146 ]       |
| 2024 | Пилот                                   | Кан Хиёль              | Специальное появление | [ 147 ]       |
| 2025 | Стриминг                                | У Сан Ын               |                       | [ 148 ]       |
| 2025 | Опозиция                                | Ли Кан Су              |                       | [ 149 ]       |
| 2025 | Стена к стене                           | У Сон                  |                       | [ 90 ] [ 91 ] |

### Телевидение
| Год       | Название                              | Роль                     | Канал        | Ист.    |
| --------- | ------------------------------------- | ------------------------ | ------------ | ------- |
| 2007      | Супермама                             | Чхве Хун                 | KBS2         | [ 14 ]  |
| 2007—2012 | Город за холмом                       | Ким Чон Хви              | KBS1         | [ 14 ]  |
| 2011      | Ночной госпиталь                      | Ян Чан Су                | MBC          | [ 14 ]  |
| 2012      | Для тебя во всем цвету                | Мин Хёнчжэ               | SBS          | [ 150 ] |
| 2013      | Монстар                               | Чон Сон У                | Mnet         | [ 151 ] |
| 2013      | Две недели                            | Ким Сон Джун (камео)     | MBC          | [ 152 ] |
| 2013      | Drama Festival «Unrest»               | Джун Кён                 | MBC          | [ 153 ] |
| 2013      | Наследники                            | Ли Хё Син                | SBS          | [ 154 ] |
| 2014      | Глаза ангела                          | молодой Пак Дон Чжу      | SBS          | [ 155 ] |
| 2014      | Обречён любить тебя                   | Рекламная модель (камео) | MBC          | [ 14 ]  |
| 2014      | Неудавшаяся жизнь                     | Чан Пхэк Ги              | tvN          | [ 156 ] |
| 2014—2015 | Удар                                  | Ма Чжо Нам (камео)       | SBS          | [ 14 ]  |
| 2015      | Спецотдел М                           | Ли Ён Су (камео)         | OCN          | [ 157 ] |
| 2016      | Лунные влюблённые — Алые сердца: Корё | Ван Ук (8 принц)         | SBS          | [ 158 ] |
| 2016      | Антураж                               | камео                    | tvN          | [ 159 ] |
| 2019      | Когда цветёт камелия                  | Хван Ён Сик              | KBS, Netflix | [ 160 ] |
| 2021      | Река, где восходит луна               | Генерал Он Хёп           | KBS          | [ 161 ] |
| 2022      | Инсайдер                              | Ким Ё Хан                | JTBC         | [ 162 ] |
| 2022      | Выход на бис                          | Ю Джэ Хён                | KBS2         | [ 163 ] |
| 2023      | День похищения                        | Ричард Чхве (камео)      | ASTORY       | [ 164 ] |
| 2025      | Твой вкус                             | Хан Бом У                | ENA          | [ 165 ] |

### Веб-сериалы
| Год       | Название        | Роль                    | Канал   | Ист.    |
| --------- | --------------- | ----------------------- | ------- | ------- |
| 2024—2025 | Игра в кальмара | Кан Дэ Хо / Игрок № 388 | Netflix | [ 166 ] |

### Театр
| Год  | Название             | Роль                             |
| ---- | -------------------- | -------------------------------- |
| 2006 | The Celestial Watch  | Jang Young-shil                  |
| 2007 | Carpe Diem           | Lee Il                           |
| 2008 | La Vida              | Гамлет                           |
| 2009 | Взволнуй меня        | 그                               |
| 2009 | Весеннее пробуждение | Эрнст                            |
| 2010 | Взбудоражь меня      | 나                               |
| 2011 | Принц-головоломка    | Gu-dong                          |
| 2012 | Черная Мэри Поппинс  | Герман                           |
| 2012 | Убийцы               | Ли Харви Освальд / The Balladeer |
| 2013 | Черная Мэри Поппинс  |                                  |
| 2015 | 19 и 80              | Гарольд                          |

## Награды и номинации

### Награды индустрии
| Награда                                  | Год  | Категория                                                       | Работа                                       | Результат | Ист.            |
| ---------------------------------------- | ---- | --------------------------------------------------------------- | -------------------------------------------- | --------- | --------------- |
| APAN Star Awards                         | 2016 | Лучший новый актёр                                              | Неудавшаяся жизнь                            | Номинация | [ 168 ]         |
| APAN Star Awards                         | 2021 | Выдающиеся достижения, актер мини-сериала                       | Когда цветёт камелия                         | Победа    | [ 169 ]         |
| APAN Star Awards                         | 2021 | Популярная звезда, актёр                                        | Когда цветёт камелия                         | Номинация | [ 170 ]         |
| Asia Artist Awards                       | 2016 | Лучшая звезла, актёр                                            | Лунные влюблённые — Алые сердца: Корё        | Номинация | [ 171 ]         |
| Asia Contents Awards                     | 2020 | Лучшая мужская роль                                             | Когда цветёт камелия                         | Номинация | [ 172 ]         |
| Премия «Пэксан»                          | 2015 | Лучший новый актёр — кино                                       | Двадцать                                     | Номинация | [ 173 ]         |
| Премия «Пэксан»                          | 2015 | Наиболее популярный актёр — телевидение                         | Неудавшаяся жизнь                            | Номинация |                 |
| Премия «Пэксан»                          | 2016 | Наиболее популярный актёр — кино                                | Донджу: Портрет поэта                        | Номинация |                 |
| Премия «Пэксан»                          | 2017 | Наиболее популярный актёр — кино                                | Апелляция                                    | Номинация |                 |
| Премия «Пэксан»                          | 2020 | Лучшая мужская роль — телевидение                               | Когда цветёт камелия                         | Победа    | [ 74 ]          |
| Премия «Пэксан»                          | 2020 | Наиболее популярный актёр                                       | Когда цветёт камелия                         | Номинация | [ 174 ]         |
| Brand Customer Loyalty Awards            | 2020 | Мужская роль драматической категории                            | Когда цветёт камелия                         | Победа    | [ 175 ]         |
| Кинопремия «Голубой дракон»              | 2015 | Лучший новый актёр                                              | Двадцать                                     | Номинация | [ 176 ]         |
| Buil Film Awards                         | 2016 | Лучшая мужская роль                                             | Донджу: Портрет поэта                        | Победа    | [ 177 ]         |
| Cable TV Broadcasting Awards             | 2015 | Премия «Звезда» - Актёр                                         | Неудавшаяся жизнь                            | Победа    | [ 178 ]         |
| Chunsa Film Art Awards                   | 2016 | Лучший новый актёр                                              | Двадцать                                     | Победа    | [ 179 ]         |
| CINE ICON: KT&G Sangsangmadan Exhibition | 2016 | CINE ICON                                                       | Донджу: Портрет поэта                        | Победа    | [ 180 ]         |
| Golden Cinematography Awards             | 2015 | Награда новичку                                                 | Двадцать                                     | Победа    | [ 181 ]         |
| Премия «Большой колокол»                 | 2015 | Лучший новый актёр                                              | Двадцать                                     | Номинация | [ 182 ]         |
| KBS Drama Awards                         | 2019 | Выдающиеся достижения, актёр                                    | Когда цветёт камелия                         | Победа    | [ 183 ] [ 184 ] |
| KBS Drama Awards                         | 2019 | Выдающиеся достижения, актёр в дораме средней продолжительности | Когда цветёт камелия                         | Номинация | [ 183 ] [ 184 ] |
| KBS Drama Awards                         | 2019 | Премия нетизенов                                                | Когда цветёт камелия                         | Победа    | [ 183 ] [ 184 ] |
| KBS Drama Awards                         | 2019 | Лучшая пара                                                     | Кан Ханыль с Кон Хёджин Когда цветёт камелия | Победа    | [ 183 ] [ 184 ] |
| KBS Drama Awards                         | 2022 | Выдающиеся достижения, актёр                                    | Выход на бис                                 | Победа    | [ 185 ]         |
| KBS Drama Awards                         | 2022 | Выдающиеся достижения, актёр мини-сериала                       | Выход на бис                                 | Номинация | [ 186 ]         |
| KBS Drama Awards                         | 2022 | Награда за популярность, актёр                                  | Выход на бис                                 | Победа    | [ 187 ]         |
| KBS Drama Awards                         | 2022 | Лучшая пара                                                     | Кан Ханыль с Ха Дживон Выход на бис          | Победа    | [ 188 ]         |
| Korea Broadcasting Awards                | 2020 | Актёрская награда                                               | Когда цветёт камелия                         | Победа    | [ 189 ]         |
| Korean Film Actors' Guild Awards         | 2015 | Лучший новый актёр                                              | Двадцать                                     | Победа    | [ 190 ]         |
| Korean Film Producers Association Awards | 2023 | Лучшая мужская роль                                             | 30 дней                                      | Победа    | [ 191 ]         |
| Korea First Brand Awards                 | 2019 | Лучшая мужская роль                                             | Когда цветёт камелия                         | Победа    | [ 192 ]         |
| Korea World Youth Film Festival          | 2015 | Любимый новый актёр                                             | Двадцать                                     | Победа    | [ 193 ]         |
| MTN Broadcast Advertisement Festival     | 2016 | CF Star Award                                                   | Kang Ha-neul                                 | Победа    | [ 194 ]         |
| SBS Drama Awards                         | 2014 | Новая звезда                                                    | Глаза ангела                                 | Победа    | [ 195 ]         |
| SBS Drama Awards                         | 2016 | Выдающиеся достижения, актёр в фантастической драме             | Лунные влюблённые — Алые сердца: Корё        | Победа    | [ 63 ]          |
| Seoul International Drama Awards         | 2020 | Лучшая мужская роль                                             | Когда цветёт камелия                         | Номинация | [ 196 ]         |
| Seoul International Drama Awards         | 2020 | Выдающийся корейский актёр                                      | Когда цветёт камелия                         | Победа    | [ 197 ]         |
| Seoul International Youth Film Festival  | 2014 | Лучший молодой актёр                                            | Наследники, Глаза ангела                     | Номинация |                 |
| tvN10 Awards                             | 2016 | Похититель сцен, актёр                                          | Неудавшаяся жизнь                            | Номинация | [ 198 ]         |
| Wildflower Film Awards                   | 2017 | Лучшая мужская роль                                             | Донджу: Портрет поэта                        | Номинация | [ 199 ]         |
| Yegreen Musical Award                    | 2018 | Лучшая мужская роль                                             | Военная академия Шинхынг                     | Номинация | [ 200 ]         |

### Государственные награды
| Страна           | Церемония                                                  | Год  | Награда                        | Ист.    |
| ---------------- | ---------------------------------------------------------- | ---- | ------------------------------ | ------- |
| Республика Корея | Корейские премии в области популярной культуры и искусства | 2020 | Благодарность Премьер-министра | [ 204 ] |
| Республика Корея | 58-й день налогоплательщика                                | 2024 | Благодарность Президента       | [ 205 ] |

### Списки
| Издатель     | Год  | Список                                                    | Место        | Ист.                    |
| ------------ | ---- | --------------------------------------------------------- | ------------ | ----------------------- |
| Cine21       | 2024 | «Корейский фильм NEXT 50» - Актеры                        | В шорт-листе | [ 206 ]                 |
| Forbes       | 2020 | Korea Power Celebrity 40                                  | 23-е         | [ 207 ]                 |
| Gallup Korea | 2019 | Актёр года на ТВ                                          | 2-е          | [ 208 ] [ 209 ]         |
| KBS          | 2023 | 50 человек, которые заставили KBS сиять                   | 2-е          | [ 210 ] [ 211 ] [ 212 ] |
| The Screen   | 2019 | Самые кассовые актеры корейских фильмов за 2009-2019 годы | 50-е         | [ 213 ]                 |

### Комментарии
1. ↑  Награды присуждаются на Корейской премии в области популярной культуры и искусства, организованной Корейским агентством креативного контента и организованной Министерством культуры, спорта и туризма.[201][202] Они присуждаются тем, кто внес свой вклад в искусство и поп-культуру Южной Кореи.[203]
2. ↑  Национальная налоговая служба (NTS) традиционно присуждает почетное звание "образцовый налогоплательщик" частным лицам и корпорациям, которые добросовестно платят налоги и, следовательно, вносят свой вклад в развитие общества. Каждый день налогоплательщиков, 3 марта, две знаменитости становятся почетными послами доброй воли.